# Eutrepsia phanerischyne
Eutrepsia phanerischyne är en fjärilsart som beskrevs av Dyar 1910. Eutrepsia phanerischyne ingår i släktet Eutrepsia och familjen mätare. Inga underarter finns listade i Catalogue of Life.